# 耿爭光
耿爭光（1553年—1597年），字爾遜，號明菴，河南開封府杞縣金狮村人，匠籍，明朝政治人物。

## 生平
隆慶四年（1570年）庚午科河南鄉試五十三名，萬曆十四年（1586年）丙戌科會試三百十六名，登三甲第一百六十三名進士。户部观政，本年五月丁憂。十七年四月補刑部主事，十九年六月江南录囚，二十年升本部员外郎，二十一年升山东司郎中，二十二年（1594年）出为夔州府知府，二十五年卒。

## 家族
曾祖耿玘；祖父耿希；父耿銀（1510年-1561年），字國盈，號雙泉。母左氏（1511年-1586年），贈安人。慈侍下。弟取光（侯门教读）、從弟奪光。